# Elysius intensa
Elysius intensa är en fjärilsart som beskrevs av Rothschild 1935. Elysius intensa ingår i släktet Elysius och familjen björnspinnare. Inga underarter finns listade i Catalogue of Life.